# Траян Лалеску
Траян Лалеску (рум. Traian Lalescu; нар. 12 липня 1882, Бухарест — 15 червня 1929, Бухарест) — румунський математик, педагог, професор, доктор наук. Член Румунської академії.
Разом з Ґеорґе Цицейка є основоположником румунської математичної школи.

## Біографія
Навчався в Ясському університеті, завершив навчання в 1903 в Бухарестському університеті. Продовжив навчання в Паризькому університеті (1905-1908), де в 1908 отримав науковий ступінь доктора філософії з математики. Учень Еміля Пікара.
У 1911 опублікував «Sur les équations de Volterra» («Введення в теорію інтегральних рівнянь»), першу в історії книгу на тему інтегральних рівнянь.
Повернувшись на батьківщину, був професором в університеті Бухареста, в Політехнічному університеті Тімішоара (в 1920 був першим ректором університету) і Політехнічного університету Бухареста.

## Наукова діяльність
Основний напрямок досліджень — теорія інтегральних рівнянь. Створив перший в математичній літературі трактат з теорії інтегральних рівнянь (1911).
Роботи Лалеску відносяться також до теорії функціональних рівнянь, тригонометричним рядам, математичної фізики, геометрії, алгебри, механіці та історії математики.
Опублікував кілька дидактичних праць і підручників.

## Послідовність Лалеску
{\displaystyle L_{n}={\sqrt[{n+1}]{(n+1)!}}-{\sqrt[{n}]{n!}}}
{\displaystyle \lim _{n\to \infty }L_{n}={\frac {1}{e}}}